# Петров, Пётр Иванович
Пётр Иванович Петров (20 апреля 1910, Москва — 16 декабря 1988, Москва) — советский футболист. Левый полусредний нападающий. Заслуженный мастер спорта СССР (1949).
Обладал высокой техникой обработки и передачи мяча, владел поставленными ударами с обеих ног.

## Выступления
В чемпионатах СССР провёл 153 матча и забил 58 голов («Торпедо» — 143, 50 (др. данные — 139, 54 или 143, 56)) и в 1941 за Профсоюзы-2 — 4, 1. Выступал за сборные Москвы (1938) и БССР (1935).
- Рабочий клуб имени Астахова (РкимА) (1927—1931)
- «Динамо» Минск (1932—1935)
- Дом Красной армии (ДКА) Смоленск  (1936)
- ЦДКА (1936)
- Дом Красной армии (ДКА) Смоленск (1937)
- «Торпедо» Москва (1938—1940, 1942—1949)
- «Профсоюзы-II» — (1941 по июнь)
- «Буревестник» Кишинёв (1950)

## Достижения
- Бронзовый призёр чемпионата СССР 1945.
- Чемпион РККА 1935 и 1936 года.
- Чемпион Москвы 1944, обладатель кубка Москвы 1943

Был тренером клубных команд «Торпедо» и цеховых команд ЗИЛа — 1952—1974.